# تور قلب سرکش
تور قلب سرکش (به انگلیسی: Rebel Heart) دهمین تور کنسرت مدونا خواننده آمریکایی بود که در حمایت از سیزدهمین آلبوم استودیویی او، قلب سرکش (۲۰۱۵) اجرا شد. این تور با ۸۲ نمایش از آمریکای شمالی، آسیا، اروپا و اقیانوسیه بازدید کرد. در ۹ سپتامبر ۲۰۱۵، در مونترال، کانادا، در مرکز بل آغاز شد و در ۲۰ مارس ۲۰۱۶، در سیدنی، استرالیا در Allphones Arena به پایان رسید. این تور به‌طور رسمی در ۱ مارس ۲۰۱۵ از طریق وب سایت مدونا اعلام شد و توسط بخش جهانی تورهای لیو نیشن انترتینمنت رهبری می‌شد که توسط آرتور فوگل هدایت می‌شد. این پنجمین همکاری مدونا و لیو نیشن و همچنین سومین تور او بود که توسط این شرکت تبلیغ شد. علاوه بر این، این تور اولین بازدید خواننده از تایوان، تایلند، هنگ کنگ، ماکائو، فیلیپین، سنگاپور، و نیوزلند بود و اولین بازدید او از استرالیا از زمان نمایش دخترانه (۱۹۹۳) بود.
مدونا جیمی کینگ را به عنوان مدیر نوآوری و مگان لاوسون و جیسون یونگ را به عنوان طراح رقص استخدام کرد. این تور شامل لباس‌هایی از جواهرات موسکینو، پرادا، میو میو، گوچی و سواروفسکی و یک صحنه مرتفع با یک باند صلیبی شکل بود که به مرحله B به شکل قلب ختم می‌شد. موضوع اصلی کنسرت عشق و عاشقانه بود و مانند تورهای گذشته خواننده، به بخش‌های موضوعی مختلفی تقسیم شد: ژان دارک / سامورایی، راکابیلی با توکیو، لاتین / جیپسی، و پارتی / فلاپر.
منتقدان به‌طور کلی نقدهای مثبتی را به تور ارائه کردند و از صحنه، آواز و تصاویر ارائه شده مدونا تمجید کردند. تور از نظر تجاری نیز موفقیت‌آمیز بود، همه بلیت‌ها به فروش رفتند و بیش از ۱٫۰۵ میلیون مخاطب داشت. قلب سرکش ۱۶۹٫۸ میلیون دلار فروخت و رکورد مدونا را به عنوان پردرآمدترین هنرمند تور انفرادی با مجموع ۱٫۳۱ میلیارد دلار درآمد افزایش داد که با تور جهانی بلندپروازی بلوند در سال ۱۹۹۰ آغاز شده بود. این او را تنها پس از رولینگ استونز و یوتو در جایگاه سوم فهرست پردرآمدترین بیلبورد باکس اسکور در تمام دوران قرار داد. تور در ۹ دسامبر ۲۰۱۶ در کانال کابلی آمریکایی شوتایم پخش شد در حالی که یک CD/DVD و Blu-ray زنده در ۱۵ سپتامبر ۲۰۱۷ از آن منتشر شد.